# The Forest Seasons
A The Forest Seasons a finn Wintersun zenekar harmadik nagylemeze, ami 2017. július 21-én jelent meg a Nuclear Blast kiadónál. A lemez megjelenését egy gyűjtés kísérte, aminek során a rajongók előrendelhették a Forest Package névre hallgató csomagot, amiben az új lemez mellett az első kettő feljavított változatai és más egyebek is helyet kaptak. A gyűjtés célja, melyet még egy másik hasonló is fog követni, a zenekar saját stúdiójának a felépítése, aminek költségeit így tudják fedezni.
Az album a finn lemezeladási lista élére került megjelenése hetében.

## Az album dalai
| 1.    | Awaken from the Dark Slumber (Spring) | 14:40 |
| 2.    | The Forest That Weeps (Summer)        | 12:18 |
| 3.    | Eternal Darkness (Autumn)             | 14:08 |
| 4.    | Loneliness (Winter)                   | 12:54 |
| 54:00 |                                       |       |

## Közreműködők
- Jari Mäenpää – ének, gitárok, billentyűs hangszerek
- Kai Hahto – dobok
- Teemu Mäntysaari - gitár, kórus
- Jukka Koskinen - basszusgitár, kórus